# Michael Nauenberg
Michael Nauenberg (* 19. Dezember 1934 in Berlin; † 22. Juli 2019) war ein US-amerikanischer theoretischer Physiker und Physikhistoriker.

## Leben
Nauenberg studierte am Massachusetts Institute of Technology und promovierte 1960 an der Cornell University bei Hans Bethe mit einer Arbeit zur Teilchenphysik. Anschließend war er Visiting Fellow am Institute for Advanced Study. Ab 1961 war er Assistant Professor für Physik an der Columbia University sowie am Stanford Linear Accelerator Center und der Stanford University tätig. 1966 wurde er Professor für Physik an der University of California, Santa Cruz (UCSC). Außerdem war er von 1988 bis 1994 Direktor des Institute für Nonlinear Science der UCSC. Nach seiner Emeritierung 1994 wurde er Research Professor of Physics an der UCSC. Er war Gastprofessor an verschiedenen Forschungseinrichtungen und Universitäten in Europa.
Nauenberg arbeitete auf dem Gebiet der Teilchen- und Kernphysik sowie zur theoretischen Festkörperphysik, Astrophysik und Nichtlinearen Dynamik. Seine meistzitierte Veröffentlichung, entstanden in Zusammenarbeit mit dem Nobelpreisträger Tsung-Dao Lee, ist die zum Kinoshita-Lee-Nauenberg-Theorem (KLN-Theorem). Seit den 1990er Jahren publizierte er zahlreiche Arbeiten zur Geschichte der Naturwissenschaften, vor allem über Physiker aus dem 17. Jahrhundert. Darunter sind Arbeiten über das Wirken von Isaac Newton, Robert Hooke und Christiaan Huygens. Darüber hinaus veröffentlichte er Beiträge zu Physikern des 20. Jahrhunderts, so über Edmund Clifton Stoner und Subrahmanyan Chandrasekhar.
Von 1963 bis 1964 hatte er ein Guggenheim-Stipendium, und von 1964 bis 1966 war er Sloan Research Fellow. 1989 bis 1990 war er Stipendiat der Alexander-von-Humboldt-Stiftung. 

## Schriften (Auswahl)
- T.D. Lee, M. Nauenberg: Degenerate systems and mass singularities. In: Physical Review. Band 133, 6B, 1964, S. 1549–1562, doi:10.1103//PhysRev.133.B1549.
- Michael Nauenberg: Analytical approximations to the mass-radius relation and energy of zero-temperature stars. In: Astrophysical Journal. Band 175, July, 1972, S. 417–430.
- George Chapline, Michael Nauenberg: Asymptotic freedom and the baryon-quark phase transition. In: Physical Review D. Band 16, Nr. 2, 1977, S. 450–456, doi:10.1103/PhysRevD.16.450.
- Michael Nauenberg: Critique of q-entropy for thermal statistics. In: Physical Review E. Band 67, Nr. 3, 2003, S. 036114, doi:10.1103/PhysRevE.67.036114.
- Michael Nauenberg: Newton’s early computational method for dynamics. In: Archive for History of Exact Sciences. Band 46, Nr. 3, 1994, S. 221–252, doi:10.1007/BF01686278.
- Michael Nauenberg: Hooke, orbital motion, and Newton’s Principia. In: American Journal of Physics. Band 62, Nr. 4, 1994, S. 331–350, doi:10.1119//1.17576.